# Casa-fàbrica Sagrera
La casa-fàbrica Sagrera era un conjunt arquitectònic situat al carrer de la Reina Amàlia, 11 i 13 del Raval de Barcelona, del que només es conserva el segon. Es tractava d'una tipologia de casa-fàbrica en forma d'«U», on la part destinada a habitatges feia front al carrer, mentre que les «quadres» se situaven als costats de la parcel·la i al voltat d'un pati central.

## Història

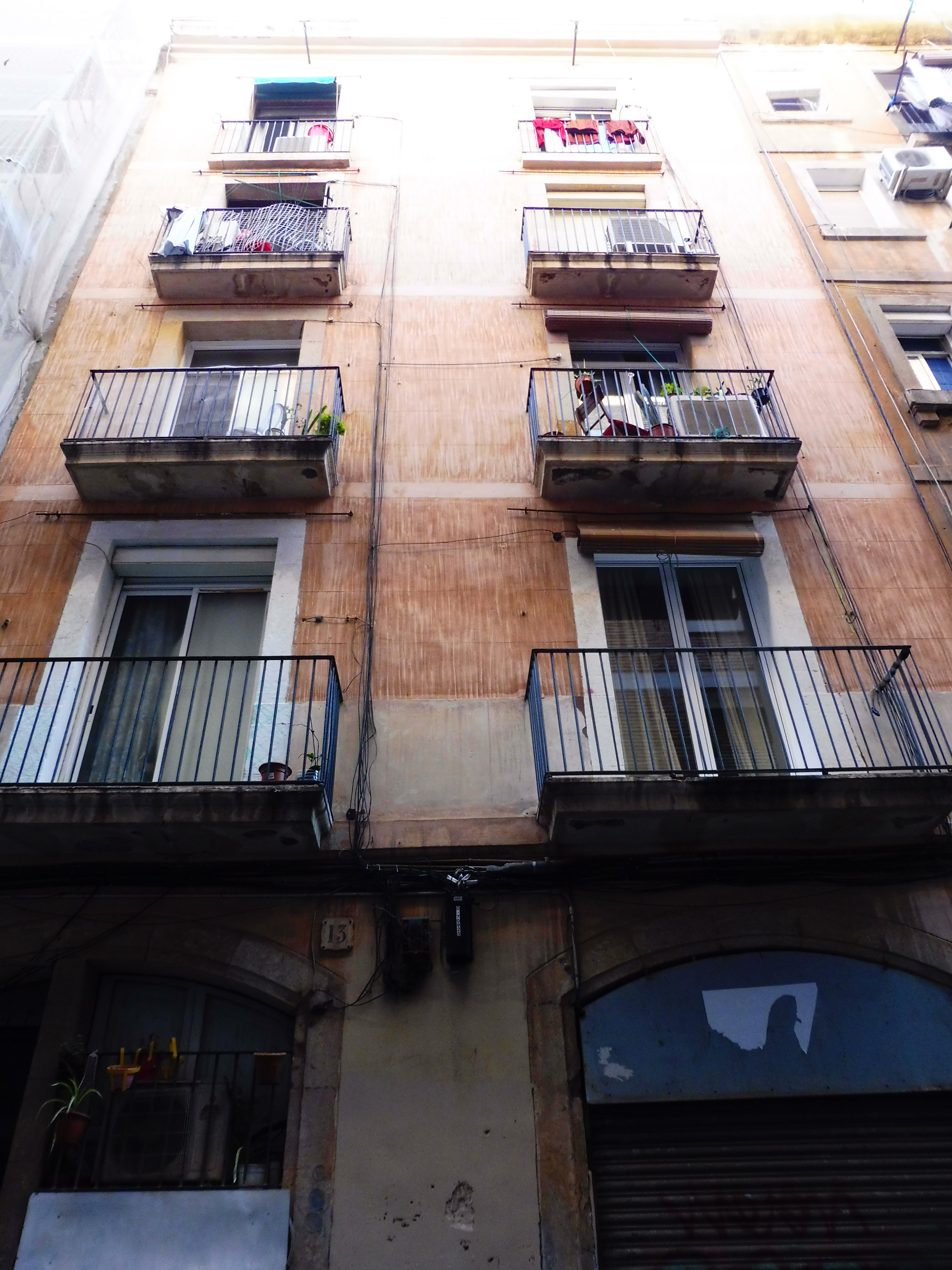
Reina Amàlia, 13 (pisos)

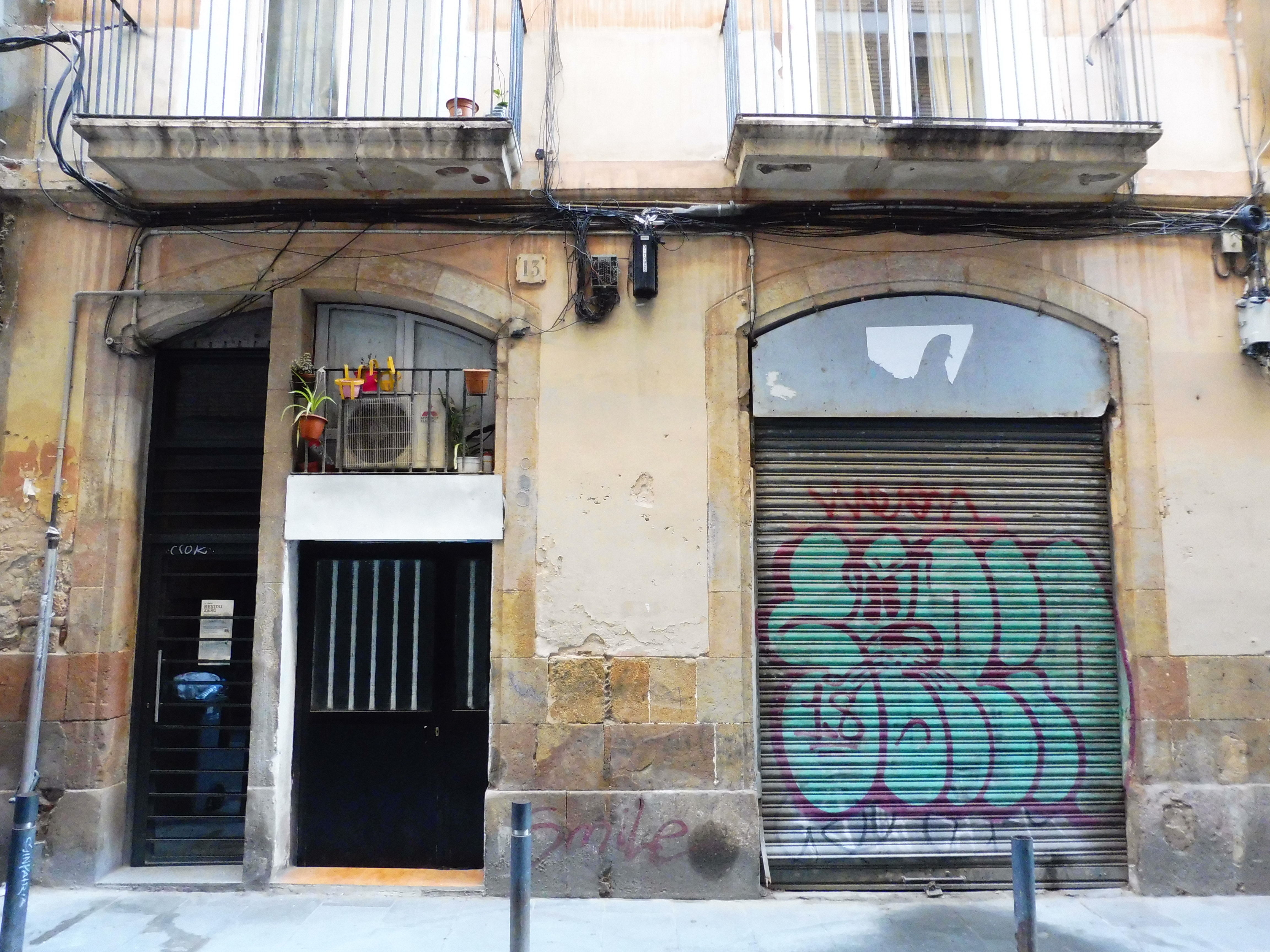
Reina Amàlia, 13 (baixos)

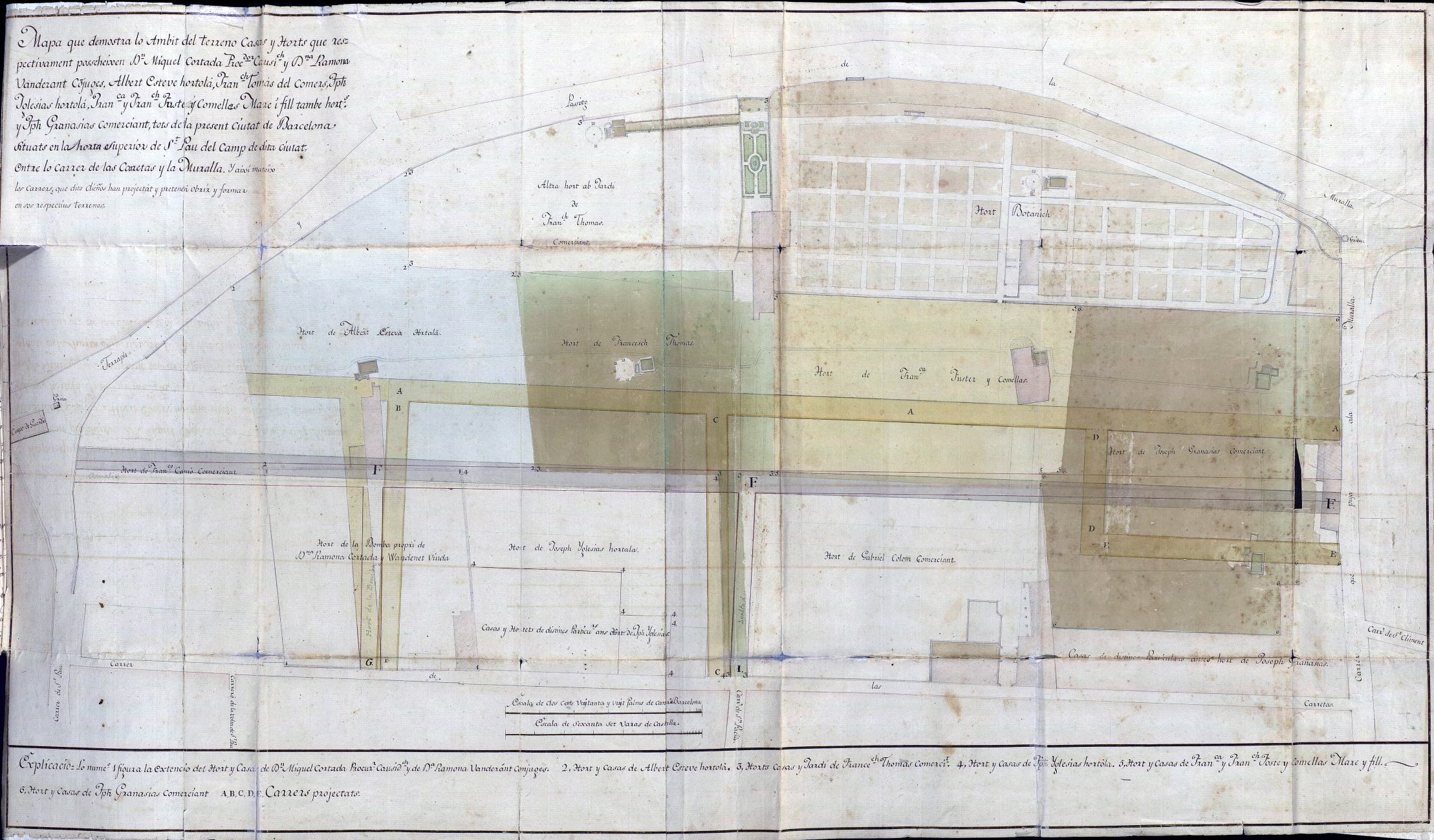
Projecte d'obertura dels carrers de la Reina Amàlia, Lleialtat i Hort de la Bomba (1807)

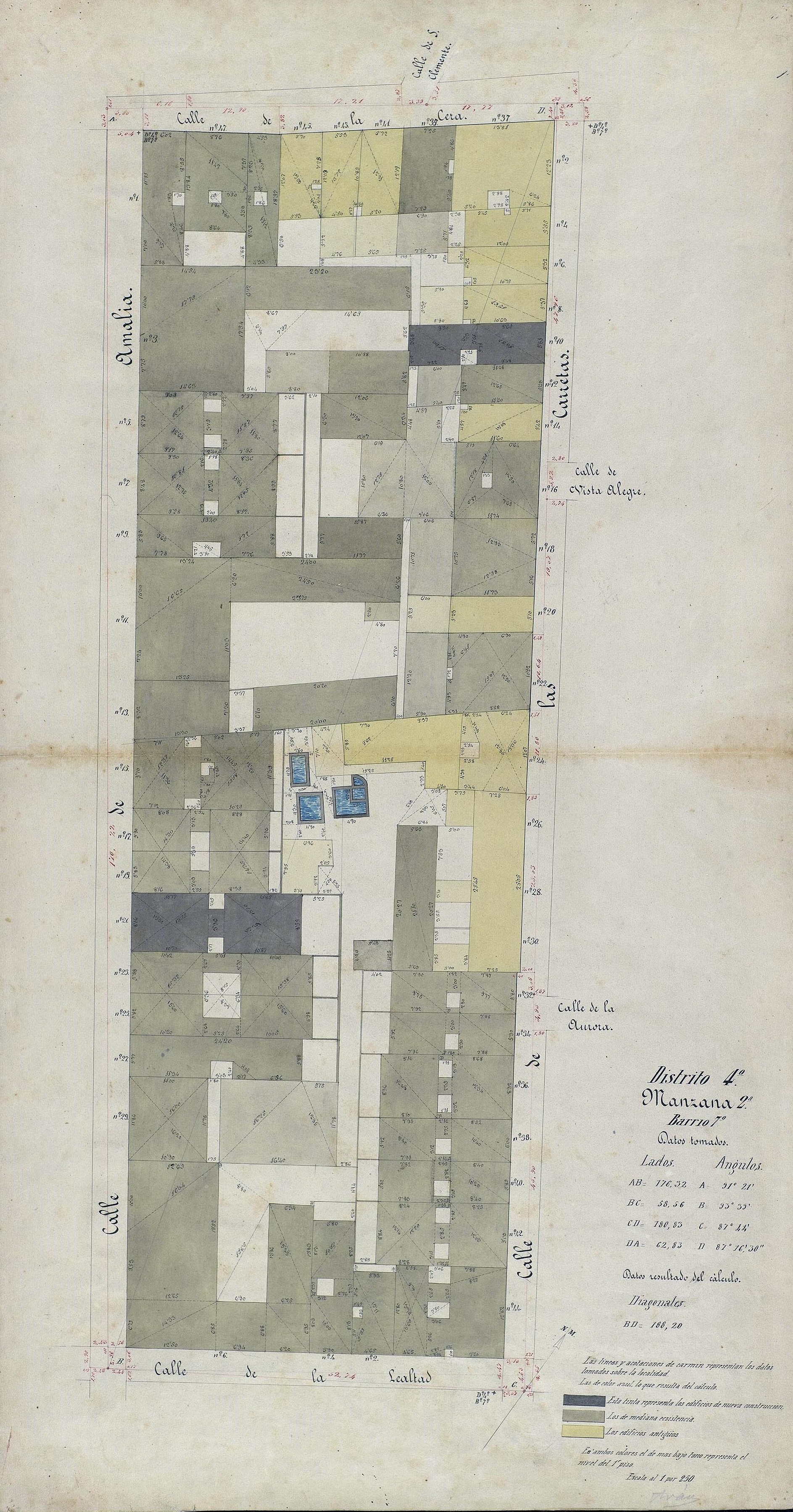
Quarteró núm. 103 de Garriga i Roca (c. 1860)

### Reina Amàlia, 11-11 bis
El 1838, Gaietà Roquer va establir en emfiteusi una parcel·la del seu hort al fabricant de filats de cotó Salvador Sagrera i Martorell, que tot seguit va demanar permís per a construir-hi un edifici de planta baixa, 2 (3 en la realitat) pisos i golfes segons el projecte de l'arquitecte acadèmic Joan Vilà i Geliu. Segons la carta de pagament de les obres atorgada el 1840, hi intervingueren el fuster Gaietà Roldós i el manyà Pere Casanovas.
El 1844, Sagrera hi va fer instal·lar una màquina de vapor de 12 CV, i posteriorment es va traslladar al núm. 2 del mateix carrer (vegeu casa-fàbrica Bosch).
El 1853, i per a retornar un préstec d'Isabel Maria Alfonso, vídua de l'indià de Vilanova i la Geltrú Josep Milà de la Roca i Soler (vegeu cases Jeroni Rabassa), va vendre la propietat a carta de gràcia a Josep Puiggarí i Llobet per 13.500 lliures. L'any següent, aquest la va llogar a la societat Mazoir, Grignon i Cía, formada per Marcial Mazoir i els germans Lluís i Maria Grignon i dedicada a la fabricació d'estampats. Mazoir va morir el 1861, i els germans Grignon van liquidar la societat, venent-ne els utensilis (incloent una màquina de vapor de 10 CV i una caldera de 25 CV) al fabricant d'estampats Manuel Lucena i Castells per 202.500 rals. Aleshores, la societat Manuel Lucena i Cia va contractar Lluís Grignon com a colorista pel sou de 60 duros mensuals, més un ral per cada peça fabricada sota la seva direcció facultativa, i va llogar la fàbrica durant 5 anys pel preu total de 4.200 duros.
El 1876 s'hi va instal·lar el taller de tornejar fusta de Joan Balius, que va demanar permís per a traslladar-hi una màquina de vapor, segons el projecte de l'enginyer Gaspar Forcades.
A començaments del segle xxi, la casa-fàbrica va ser okupada i es va convertir en el CSOA Ruina Amalia (2002-2007). Un cop enderrocada, el solar fou novament okupat com a l'Hort del Xino, i finalment s'hi ha construït una promoció d'habitatges.

### Reina Amàlia, 13
El 1840, Roquer va establir en emfiteusi a Sagrera una segona parcel·la al costat de la primera, on aquest va fer construir una altra casa-fàbrica de planta baixa i quatre pisos segons el projecte del mateix Vilà i Geliu. Posteriorment, s'hi s'establí el molí de drogues de Jaume i Agustí Vidal.